# Hiroshige
Utagawa Hiroshige (/ˌhɪəroʊˈʃiːɡeɪ/; japoneză 歌川 広重 pronunție în japoneză [ɯtaɡaɰa çiɾoɕiɡe]), născut Andō Hiroshige (安藤 広重; 1797 – 12 octombrie 1858), a fost un artist japonez ukiyo-e, considerat ultimul mare maestru al acelei tradiții.
Hiroshige este cunoscut mai ales pentru seria peisajelor de tip vedere Cele 53 de Stații din Tōkaidō și pentru seria peisajelor în format portret O sută de vederi celebre din Edo. Subiectele operei sale erau atipice genului ukiyo-e, al cărui accent tipic era pe femei frumoase, actori populari și alte scene din districtele de plăcere urbane din perioada Edo a Japoniei (1603–1868). Seria populară Treizeci și șase de vederi ale Muntelui Fuji de Hokusai a avut o puternică influență asupra alegerii subiectului de către Hiroshige, deși abordarea lui Hiroshige a fost mai poetică și mai ambiantă decât tablourile mai îndrăznețe și mai formale ale lui Hokusai. Utilizarea subtilă a culorii a fost esențială în tablourile lui Hiroshige, adesea pictate cu mai multe umbre în aceeași zonă și cu o utilizare extinsă a bokashi (gradarea culorii), ambele fiind mai degrabă tehnici care necesită multă muncă.
Pentru erudiți și colecționari, moartea lui Hiroshige a marcat începutul unui declin rapid al genului ukiyo-e, în special în fața occidentalizării ce a urmat Restaurării Meiji din 1868. Opera lui Hiroshige a ajuns să aibă o influență accentuată asupra picturii europene occidentale spre sfârșitul secolului al XIX-lea, ca parte a tendinței de japonizare. Artiști din Europa de Vest, precum Manet și Monet, au colectat și au studiat îndeaproape compozițiile lui Hiroshige. Vincent van Gogh chiar a pictat copii ale celor două picturi ale lui Hiroshige din O sută de vederi celebre din Edo: Parcul de prune din Kameido și Dușul brusc peste podul Shin-Ōhashi și Atake.

## Viață timpurie și ucenicie

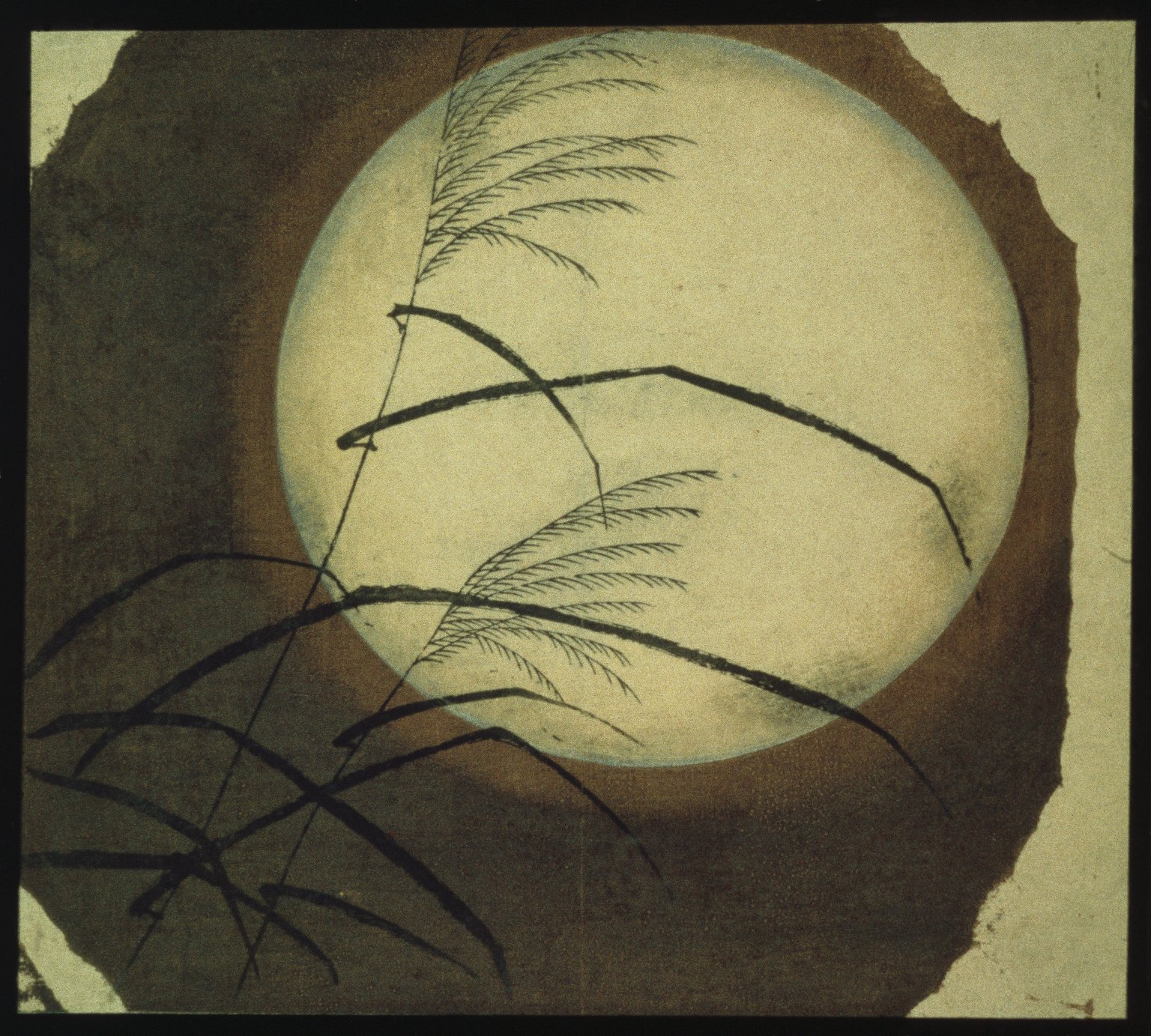
Iarbă suflată de vânt peste lună - de Hiroshige

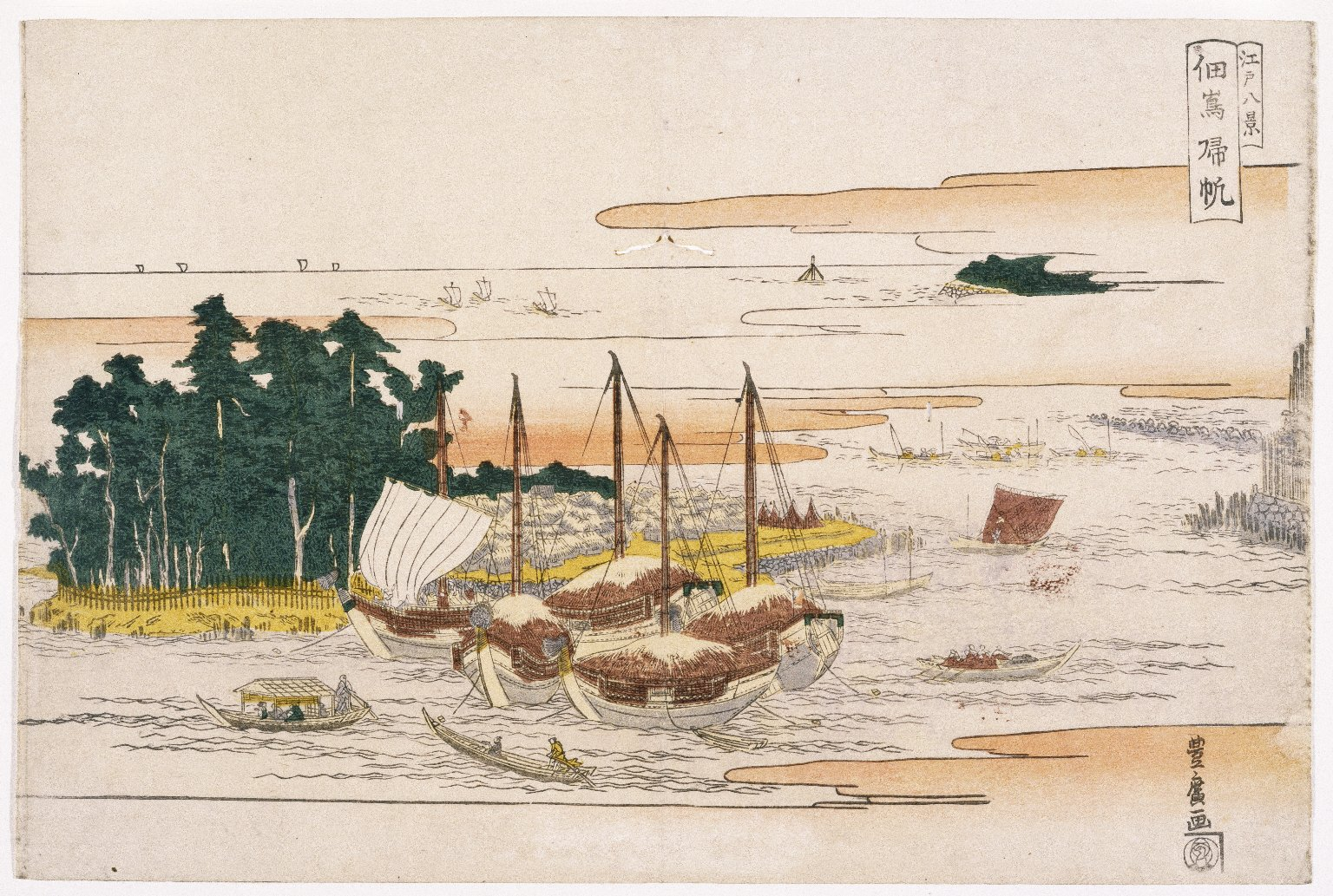
Hiroshige a studiat sub tutela lui Toyohiro al școlii de artiști Utagawa.
Corabie întorcându-se în Tsukuda, din Opt vederi din Edo, începutul sec. XIX

Hiroshige s-a născut în 1797 în secțiunea Yayosu Quay din zona Yaesu din Edo (Tokyoul modern). Era dintr-o familie de samurai și era strănepotul lui Tanaka Tokuemon, care deținea o poziție de putere în clanul Tsugaru din provincia nordică Mutsu. Bunicul lui Hiroshige, Mitsuemon, era un instructor de arc care lucra sub numele de Sairyūken. Tatăl lui Hiroshige, Gen'emon, a fost adoptat în familia lui Andō Jūemon, pe care l-a succedat ca șef de pompieri în zona Yayosu Quay.
Hiroshige a trecut prin mai multe schimbări de nume în tinerețe: Jūemon, Tokubē și Tetsuzō. A avut trei surori, dintre care una a murit când avea trei ani. Mama sa a murit la începutul anului 1809, iar tatăl său mai târziu în același an, dar nu înainte de a-și înmâna atribuțiile de șef de pompieri fiului său de 12 ani. El a primit responsabilitatea de a preveni incendiile de la castelul Edo, o datorie care i-a lăsat mult timp liber.
Nu la mult timp după moartea părinților săi, poate pe la vârsta de paisprezece ani, Hiroshige – pe atunci numit Tokutarō – a început să picteze. El a vrut să fie luat sub tutela lui Toyokuni din școala Utagawa, dar Toyokuni avea deja prea mulți elevi. Un bibliotecar l-a prezentat în schimb lui Toyohiro din aceeași școală. Până în 1812, lui Hiroshige i s-a permis să-și semneze lucrările, ceea ce a făcut sub pseudonimul Hiroshige. El a studiat, de asemenea, tehnicile școlii Kanō, nanga a cărei tradiție a început cu Școala Sudică Chineză și școala realistă Shijō și probabil tehnicile de perspectivă liniară ale artei occidentale și uki-e.
Lucrările din perioada de ucenicie ale lui Hiroshige includ ilustrații de cărți și tipărituri ukiyo-e pe o singură foaie despre femei frumoase și actori kabuki în stilul Utagawa, semnându-le uneori cu pseudonimul Ichiyūsai sau, din 1832, Ichiryūsai. În 1823, și-a lăsat postul de șef de pompieri fiului său, deși a acționat în continuare ca suplinitor. El a refuzat o ofertă de a-l succeda pe Toyohiro la moartea stăpânului în 1828.